# Договір про мир і принципи відносин між Російською Федерацією та Чеченською Республікою Ічкерія
Російсько-чеченський мирний договір 1997 року, також відомий як Московський мирний договір- офіційний мирний договір «про мир і принципи російсько - чеченських відносин» після Першої російсько-чеченської війни 1994–1996 років. Він був підписаний президентом Росії Борисом Єльциним і новообраним президентом Чечні Асланом Масхадовим 12 травня 1997 року в  Кремлі.

## Передісторія
Угоді 1997 року передувала Хасавюртівська угода, підписана Масхадовим, тодішнім начальником штабу чеченських державних сил, і російським генералом Олександром Лебедем 30 серпня 1996 року, яка офіційно завершила Першу російсько-чеченську війну з виведенням усіх російських сил і адміністрації, і, таким чином, повернення до статус-кво 1991–1994 років. Під час часто напружених наступних переговорів російську переговорну групу очолили Іван Рибкін, який змінив Лебедя на посаді головного переговорника, а також Борис Березовський і їхні чеченські колеги Мовладі Удугов і Ахмед Закаєв. У січні 1997 року Росія офіційно визнала чеченський уряд президента Масхадова, що відкрило шлях до його зустрічі з Єльциним. Незадовго до відльоту до Москви Масхадов переконав Салмана Радуєва припинити провокації проти Росії.

## Текст договору
Договір
про мир і принципи взамовідносин між Російською Федерацією і Чеченською Республікою Ічкерія
від 12 травня 1997
Високі Договірні Сторони,,
бажаючи припинити багатовікове протистояння,,
прагнучи встановити міцні, рівноправні, взаємовигідні відносини,
1. Назавжди відмовитися від застосування та загрози застосування сили під час вирішення будь-яких спірних питань. 
2. Будувати свої відносини відповідно до загальновизнаних принципів та норм міжнародного права, при цьому сторони взаємодіють у сферах, що визначаються конкретними угодами. 
3. Договір є основою для укладання подальших договорів та угод по всьому комплексу взаємин. 
4. Договір складено у двох примірниках, причому обидва примірники мають рівну юридичну силу. 
5. Цей договір набирає чинності з дня підписання
ПРЕЗИДЕНТ РОСІЙСЬКОЇ ФЕДЕРАЦІЇ (підпис) Б. Єльцин
ПРЕЗИДЕНТ ЧЕЧЕНСЬКОЇ РЕСПУБЛІКИ ІЧКЕРІЯ (підпис) О. Масхадов
Керуючись цим договором, того ж дня Віктор Черномирдін та Аслан Масхадов підписали міжурядову угоду, що передбачає розвиток взаємовигідного економічного співробітництва та створення умов для укладання повномасштабного договору між Російською Федерацією та Чеченською Республікою Ічкерія. Документ, зокрема, передбачає першочергове відновлення об'єктів життєзабезпечення Чечні, виплату населенню пенсій та соціальних допомог, звільнення всіх насильницьких осіб

## Аналіз договору
У короткому договорі сторони домовилися "назавжди" відмовитися від застосування сили або загрози силою при вирішенні спірних питань, а також будувати двосторонні відносини між Російською Федерацією і Чеченською Республікою Ічкерія "на загальновизнаних принципах і нормах міжнародного права". Крім Масхадова і Єльцина в підписанні також брали участь колишній виконуючий обов'язки президента Чечні Зелімхан Яндарбієв, Закаєв і Удугов, а також кілька російських вищих урядовців. За словами Єльцина, це була «мирна угода історичного масштабу, яка поставила крапку в 400-річній історії чечено-російського конфлікту». Потім його доповнила більша міжурядова економічна угода, підписана того ж дня Асланом Масхадовим і російським прем’єр-міністром Віктором Черномирдіним, включаючи гаряче питання про те, скільки Росія виплатить спустошеній республіці за збитки від війни.
Московський договір викликав бурхливу радість у Чечні, але ключове питання незалежності так і не було вирішено. Згідно з Хасавюртівською угодою, всі домовленості щодо відносин між Грозним і Москвою повинні бути врегульовані до кінця 2001 року, однак у 1999 році Москва анулювала мирний договір після вторгнення чеченських військ під проводом Шаміля Басаєва в сусідню російську республіку Дагестан . Російські війська знову вторглися до сепаратистської республіки, окупувавши всю її територію наступного року. У 2003 році Росія прийняла нову конституцію Чечні і, згідно з якою Чеченська Республіка є одним із суб'єктів Російської Федерації. Масхадов був убитий російським спецназом у 2005 році, коли закликав Москву до переговорів про припинення Другої чеченської війни. Чеченський сепаратистський рух, що дедалі більше радикалізувався, перетворився на міжетнічну панісламську бойову мережу, і в 2007 році його спочатку націоналістична мета незалежної та світської Чечні була офіційно відкинута на користь єдиної ісламської держави, що охоплює більшу частину російського Північного Кавказу.